# Amos T. Akerman

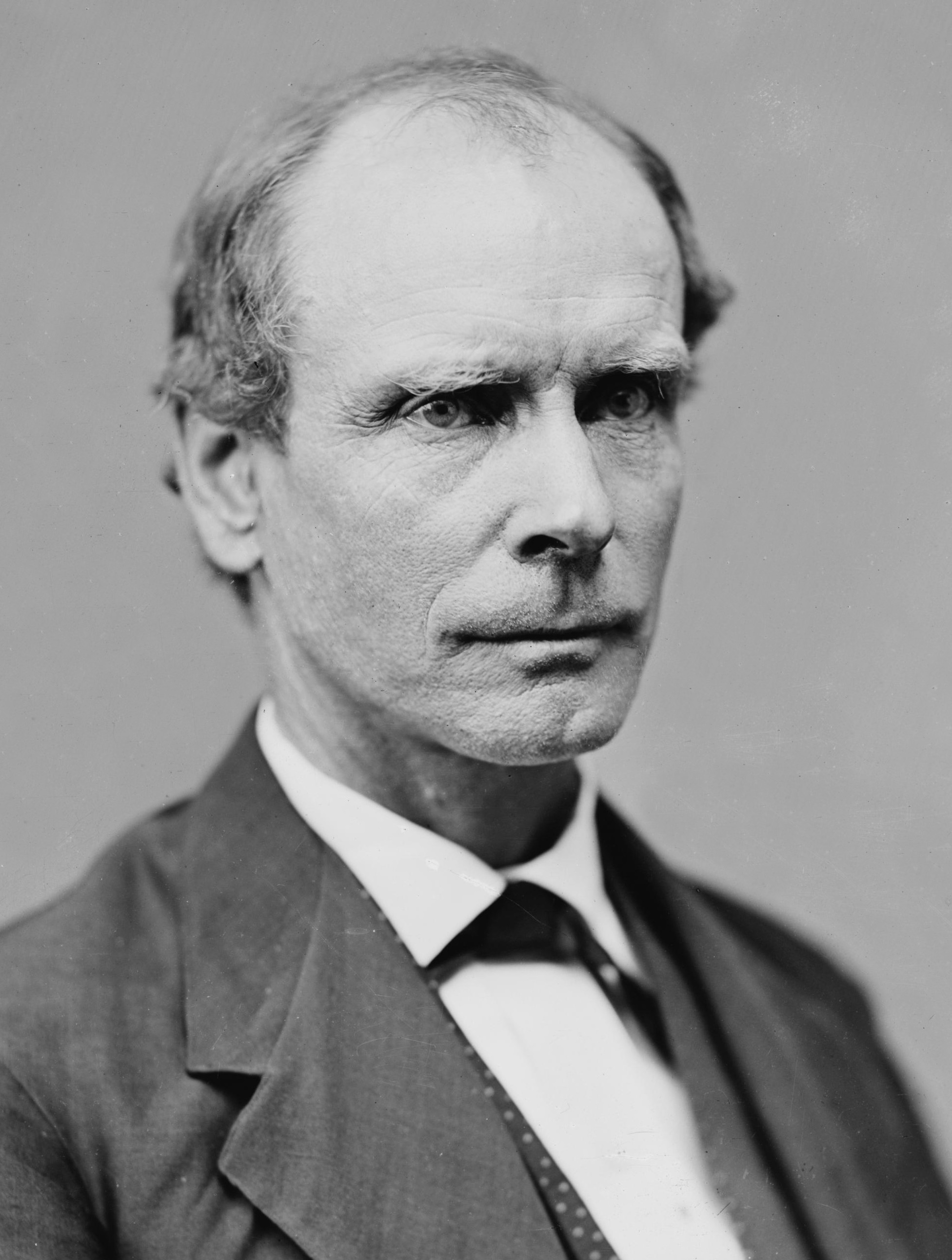
Amos T. Akerman

Amos Tappan Akerman (* 23. Februar 1821 in Portsmouth, New Hampshire; † 21. Dezember 1880 in Cartersville, Georgia) war ein US-amerikanischer Jurist und Politiker (Republikanische Partei), der dem Kabinett von US-Präsident Ulysses S. Grant als Justizminister angehörte.

## Studium und berufliche Laufbahn
Akerman absolvierte zunächst ein allgemeinbildendes Studium am Dartmouth College, das er 1842 mit einem Bachelor of Arts (B.A.) beendete. Nach einer mehrjährigen Tätigkeit als Lehrer und dem Studium der Rechtswissenschaften ließ er sich 1850 in Elberton (Georgia) als Rechtsanwalt nieder.
Obwohl er ein Gegner der Sezessionsbewegung in den Südstaaten war, trat er nach dem Ausbruch des Bürgerkrieges in die Armee der Konföderierten Staaten ein, wo er hauptsächlich beim Quartiermeister diente, aber auch an einigen Schlachten teilnahm.

## Justizminister unter Präsident Grant und politische Laufbahn
Akerman, der sich zu einem Gegner der Sklaverei entwickelte, spielte 1868 als Mitglied der Verfassungsgebenden Versammlung von Georgia eine äußerst wichtige Rolle bei der so genannten Reconstruction, der Wiedereingliederungsphase der Südstaaten in die Union nach dem Bürgerkrieg von 1861 bis 1865. 1866 wurde er zum Bundesstaatsanwalt für den Bezirk von Georgia ernannt.

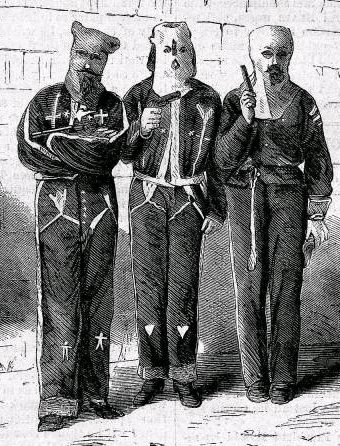
Mississippi-Ku-Klux-Mitglieder, die im September 1871 festgenommen wurden

Am 23. Juni 1870 berief ihn US-Präsident Ulysses S. Grant als Justizminister (Attorney General) in sein Kabinett, wo er auf Ebenezer R. Hoar folgte. In dieser Funktion oblagen ihm insbesondere Verfahren wegen des Crédit-Mobilier-Skandals, in den die Union Pacific Railroad verwickelt war, die deshalb Konkurs anmelden musste.
Des Weiteren entwarf er die Ku-Klux-Acts, die nach deren Erlass die Terrorakte im Süden eindämmen sollten. Nach einem gescheiterten Versuch der US-Regierung, über den „Großen Hexenmeister“ Nathan Bedford Forrest die Ku-Klux-Klan-Mitglieder zur Räson zu bringen, löste jener den Klan 1871 offiziell auf. Doch bei der Auflösung wurde klar, wie gering die tatsächliche Macht des „Großen Hexenmeisters“ war: Nur in Arkansas und Tennessee wurde seinem Befehl Folge geleistet, vor allem in Alabama, Georgia, Mississippi sowie North und South Carolina stieg das Ausmaß der Gewaltdelikte dagegen sogar an.
Akerman war auch der erste Attorney General, der das durch Gesetz neu geschaffene Justizministerium (Department of Justice) leitete. Aus Protest gegen die aufkeimende Korruption in der Regierung von Präsident Grant trat er jedoch bereits am 13. Dezember 1871 als Attorney General zurück. Andererseits gab es wegen seiner negativen Haltung gegen den KKK auch Druck auf den Präsidenten, ihn als Justizminister abzulösen.
Nach seinem Rücktritt zog er sich völlig aus dem politischen Leben zurück und war bis zu seinem Tod als Rechtsanwalt tätig. Sein Sohn Alexander war ebenfalls Bundesstaatsanwalt für den Bezirk von Georgia sowie Richter an einem Bundesbezirksgericht.